# Helena Lewińska
Helena Lewińska (ur. 21 lutego 1900 w Arti, Rosja, zm. 8 listopada w 1982 w Białymstoku) – polska lekarka, specjalistka w zakresie histologii z embriologią, docent, dziekan Wydziału Lekarskiego Akademii Medycznej w Białymstoku (1960-1962).

## Edukacja i pierwsze lata pracy
Szkołę średnią typu humanistycznego ukończyła ze złotym medalem w Jekaterynburgu (d. Swierdłowsk) w 1919 i rozpoczęła studia na Wydziale Lekarskim w Tomsku, które kontynuowała do 1921.
W 1922 przyjechała do Polski i podjęła dalsze studia na Wydziale Lekarskim Uniwersytetu Stefana Batorego (USB) w Wilnie. Dyplom lekarza (doktora wszech nauk lekarskich) otrzymała w 1927.
Pracę podjęła jeszcze jako studentka w latach 1923-25 na stanowisku zastępcy młodszego asystenta w Zakładzie Anatomii Patologicznej USB. W okresie 1925-28 pracowała w Zakładzie Histologii USB jako młodsza asystentka a po uzyskaniu dyplomu jako starsza asystentka. W latach 1928-29 była zatrudniona jako starsza asystentka w Zakładzie Fizjologii Wydziału Lekarskiego Uniwersytetu Jana Kazimierza we Lwowie.
W okresie 1929-1935 uprawianie zawodu uniemożliwiła jej choroba (spondylitis tbc). Od 1935 do wybuchu wojny, pracowała na zasadzie wolontariatu w Klinice Dermatologicznej oraz w Katedrze Dermatologii Państwowego Instytutu Stomatologicznego w Warszawie jako asystentka.
Podczas okupacji pracowała jako lekarz w szkołach zawodowych Warszawy i jako wolontariuszka w Szpitalu Dziecięcym Karola i Marii. W sierpniu 1944 została wysiedlona do Milanówka a później znalazła się w Krakowie.

## Akademia Medyczna w Łodzi
Po zakończeniu wojny podjęła pracę jako starsza asystentka a od 1948 jako adiunkt w Zakładzie Histologii Uniwersytetu Łódzkiego i następnie Akademii Medycznej w Łodzi.
Pełniła tam też funkcję przedstawicielki asystentów na posiedzeniach Rady Wydziału (1952-1953), członka Komisji Dyscypliny Studiów, członka zarządu Komisji Zdrowia, opiekunki żeńskiego Domu Akademickiego, opiekunki grupy studenckiej i I roku.

## Akademia Medyczna w Białymstoku
W 1955 otrzymała tytuł zastępcy profesora i została kierownikiem Zakładu Histologii i Embriologii Akademii Medycznej w Białymstoku. Była czwartym, kolejnym szefem tego Zakładu (1955-1968).
Pracę rozpoczęła od uporządkowania i nadania odpowiedniego kierunku działalności dydaktycznej i badawczej Zakładu. 
29 grudnia 1955 uzyskała tytuł naukowy docenta a 9 lutego 1956 otrzymała nominację docenta etatowego przy Katedrze i Zakładzie Histologii i Embriologii AMB.
W latach 1956-58 była prodziekanem a w okresie 1960-1962 pełniła funkcję dziekana Wydziału Lekarskiego AMB.

## Towarzystwa naukowe i inne organizacje
- Polskie Towarzystwo Anatomiczne – przewodnicząca, wiceprzewodnicząca Oddziału Białostockiego;
- Polskie Towarzystwo Zoologiczne – główna organizatorka i przewodnicząca Oddziału Białostockiego;
- Wojewódzki Komitet Ochrony Przyrody;
- Wojewódzki Komitet Frontu Jedności Narodu[3].

## Odznaczenia i nagrody

### w Łodzi
- Złoty Krzyż Zasługi;
- Medal 10-lecia PRL;
- Nagroda Ministra Zdrowia;
- Dyplomy uznania (x3);

### w Białymstoku
- Krzyż Kawalerski Orderu Odrodzenia Polski;
- Złoty Krzyż Zasługi;
- Odznaka Za wzorową pracę w służbie zdrowia;
- Odznaka Honorowa Zrzeszenia Studentów Polskich;
- Odznaka Tysiąclecia Państwa Polskiego[3];

## Epitafium
Urodziła się w inteligenckiej rodzinie Leśniewskich (ojciec Ludwik, matka Emilia). W 1922 wstąpiła w związek małżeński z Wacławem Lewińskim, mąż zmarł wcześnie. Mieli syna Stanisława, ur. 1926, adiunkta Instytutu Urbanistyki i Architektury w Warszawie. Przeszła na emeryturę w 1970, nadal zamieszkała w Białymstoku. Zmarła 8 listopada w 1982.
Pogodna, z życzliwym uśmiechem przyjmowała każdego i jednakowo traktowała każdego z rozmówców bez względu, czy to był student czy też kierownik kliniki lub zakładu. Powszechnie nazywano ją życzliwie „babcią” na co niewątpliwie miała wpływ jej skromna, z siwym włosem, ograniczoną ruchomością kręgosłupa i niskim wzrostem sylwetka. Poruszała się powoli i z dystynkcją. Spokojna, życzliwa, syntoniczna, o wysokiej kulturze osobistej szybko zdobyła uznanie i szacunek współpracowników Zakładu a następnie u ogółu pracowników AMB i petentów – tak opisał ją na podstawie osobistych kontaktów służbowych prof. Eugeniusz Bernacki, chirurg i historyk medycyny podlaskiej.